# Löwenschloss (Danzig)

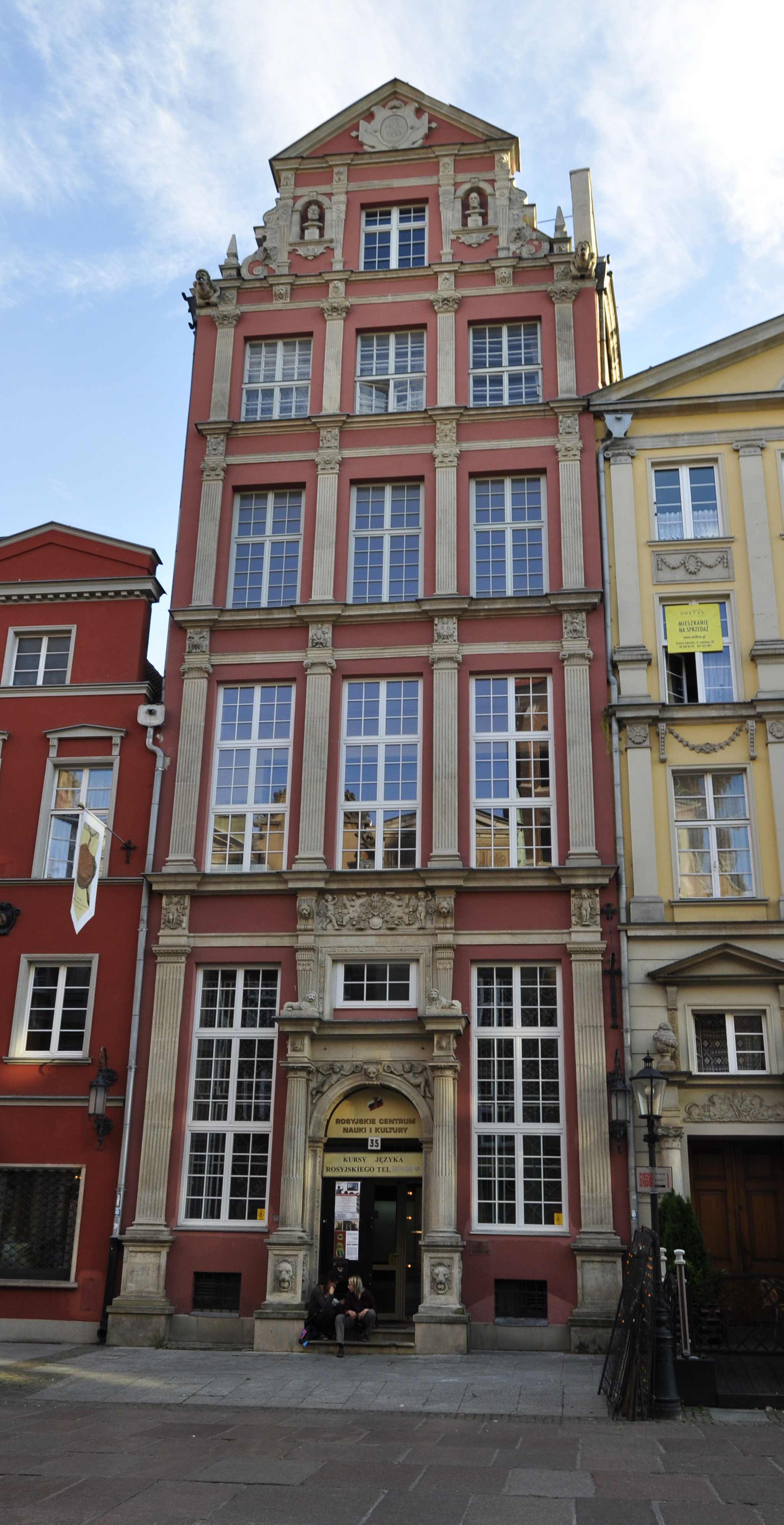
Das Bürgerhaus Löwenschloss

Das Löwenschloss ist ein Renaissance-Bürgerhaus in Danzig an der Langgasse 35.

## Geschichte
Das Löwenschloss wurde von Hans Kramer (Baumeister) entworfen und 1569 errichtet. Den Namen erhielt das Haus von den Löwenskulpturen im manieristischen Hauptportal des Hauses, welche sich wahrscheinlich früher im Beischlag des Hauses befanden. Das Löwenschloss gehörte der Familie Schwartzwald und war ein Treffpunkt der Danziger Künstler und Gelehrten. Im Jahre 1636 hielt sich der König von Polen, Władysław IV. Wasa, im Löwenschloss auf. 
Im Haus befindet sich eine der schönsten Danziger Dielen.
Derzeit ist das Haus Sitz des russischen Kulturzentrums.